# Next Album
Albums de Sonny Rollins
East Broadway Run Down
(1966) Horn Culture
(1973)
Next Album est un album du saxophoniste ténor Sonny Rollins paru en 1972 sur le label Milestone. Les deux sessions d'enregistrement intègre un quintet composé du pianiste George Cables, du percussionniste Arthur Jenkins, des deux batteurs Jack DeJohnette, sur deux titres et David Lee sur les autres ainsi que Bob Cranshaw, fidèle contrebassiste de Rollins depuis l'album The Bridge sorti dix ans plus tôt.

## Contexte
En 1959, Sonny Rollins décide de quitter la scène jazz pour deux ans afin de communier avec lui-même et sa musique. Après avoir enregistré les années précédentes plusieurs albums remarqués tels Tenor Madness (1956), Saxophone Colossus (1956), Way Out West (1957), A Night at the Village Vanguard (1957) ou encore Freedom Suite (1958), il est à cette période au sommet de sa jeune carrière et cette trêve est restée célèbre. Son retour en 1961 est très attendu et lorsque l'album The Bridge paraît en 1962, il est très bien accueilli mais déçoit aussi car n'apporte pas le changement et l'innovation escomptés. Rollins récidive en 1968 en prenant trois années au cours desquelles il étudie la méditation en Inde et au Japon. Next Album est son nouvel album réalisé après cette seconde interruption et le premier à sortir sur le label Milestone.

## Titres
L'album s'organise autour de trois compositions originales de Rollins et de deux standards, un choix assez caractéristique du saxophoniste.
Scott Yanow sur AllMusic écrit que ce « premier album de Rollins après la fin de sa retraite de six ans est un effort particulièrement important » et souligne que les points forts de l'album sont les morceaux Skylark, The Everywhere Calypso et Playing in the Yard. Il conclut en disant que « cette musique n'est pas si différente que ça de ce qu'il jouait avant de prendre sa retraite ».
| N° | Titre                  | Compositeur                     | Durée |
| -- | ---------------------- | ------------------------------- | ----- |
| 1. | Playin' in the Yard    | Sonny Rollins                   | 10:25 |
| 2. | Poinciana              | Buddy Bernier, Nat Simon        | 9:58  |
| 3. | The Everywhere Calypso | Sonny Rollins                   | 7:54  |
| 4. | Keep Hold of Yourself  | Sonny Rollins                   | 4:30  |
| 5. | Skylark                | Hoagy Carmichael, Johnny Mercer | 10:17 |

## Enregistrement
Les morceaux sont enregistrés en deux sessions à New York ; la première se déroule le 14 juillet (titres 1 et 4) et la seconde le 27 juillet 1972 (titres 2, 3 et 5). L'album est référencé : Milestone MPS 9042.
| Musicien        | Instrument                        | Titre    |  | Équipe technique |                         |
| --------------- | --------------------------------- | -------- |  | ---------------- | ----------------------- |
| Sonny Rollins   | saxophone ténor saxophone soprano | 1, 3—5 2 |  | Orrin Keepnews   | Producteur, liner notes |
| George Cables   | piano électrique piano            | 1, 2 3—5 |  | Elvin Campbell   | Ingénieur               |
| Bob Cranshaw    | contrebasse basse                 | 2—5 1    |  |                  |                         |
| Arthur Jenkins  | conga, percussions                | 1, 3     |  |                  |                         |
| David Lee       | batterie                          | 2, 3, 5  |  |                  |                         |
| Jack DeJohnette | batterie                          | 1, 4     |  |                  |                         |